# Mercedes Núñez Targa
Mercè Núñez Targa
Pour les articles homonymes, voir Núñez et Targa.
Mercedes Núñez Targa (en catalan : Mercè Núñez Targa), née à Barcelone le 16 janvier 1911 et morte le 4 août 1986 à Vigo, est une femme politique républicaine espagnole, militante antifasciste, résistante de la Seconde Guerre mondiale et défenseure des libertés civiles contre les régimes de Franco et d'Hitler.
Elle a connu la guerre, la prison, l'exil et la déportation et a survécu aux camps de concentration nazis de Ravensbrück et de Leipzig-Schönefeld, satellite du camp de Buchenwald.

## Biographie
La jeune Mercè naît à Barcelone, d'une mère catalane, Angela Targa Guitart et de José Núñez Otero, joaillier galicien sur las Ramblas. Elle pratique le catholicisme durant sa jeunesse. A l'âge de seize ans, elle commence à travailler contre l'avis de ses parents. Entre 1934 et 1935, elle est secrétaire du diplomate et poète chilien Pablo Neruda alors consul du Chili à Barcelone. 
Elle lutte pendant la guerre d'Espagne aux côtés du PSUC.
En 1939, elle tente de reformer le Parti Communiste Galicien dans la clandestinité. En 1939, elle est incarcérée à La Coruña puis en mars 1940, elle est emprisonnée à la prison de Ventas à Madrid, jusqu'en 1942. Son expérience lui inspire son ouvrage sur les violences subies dans la prison publié en 1967, Cárcel de Ventas.

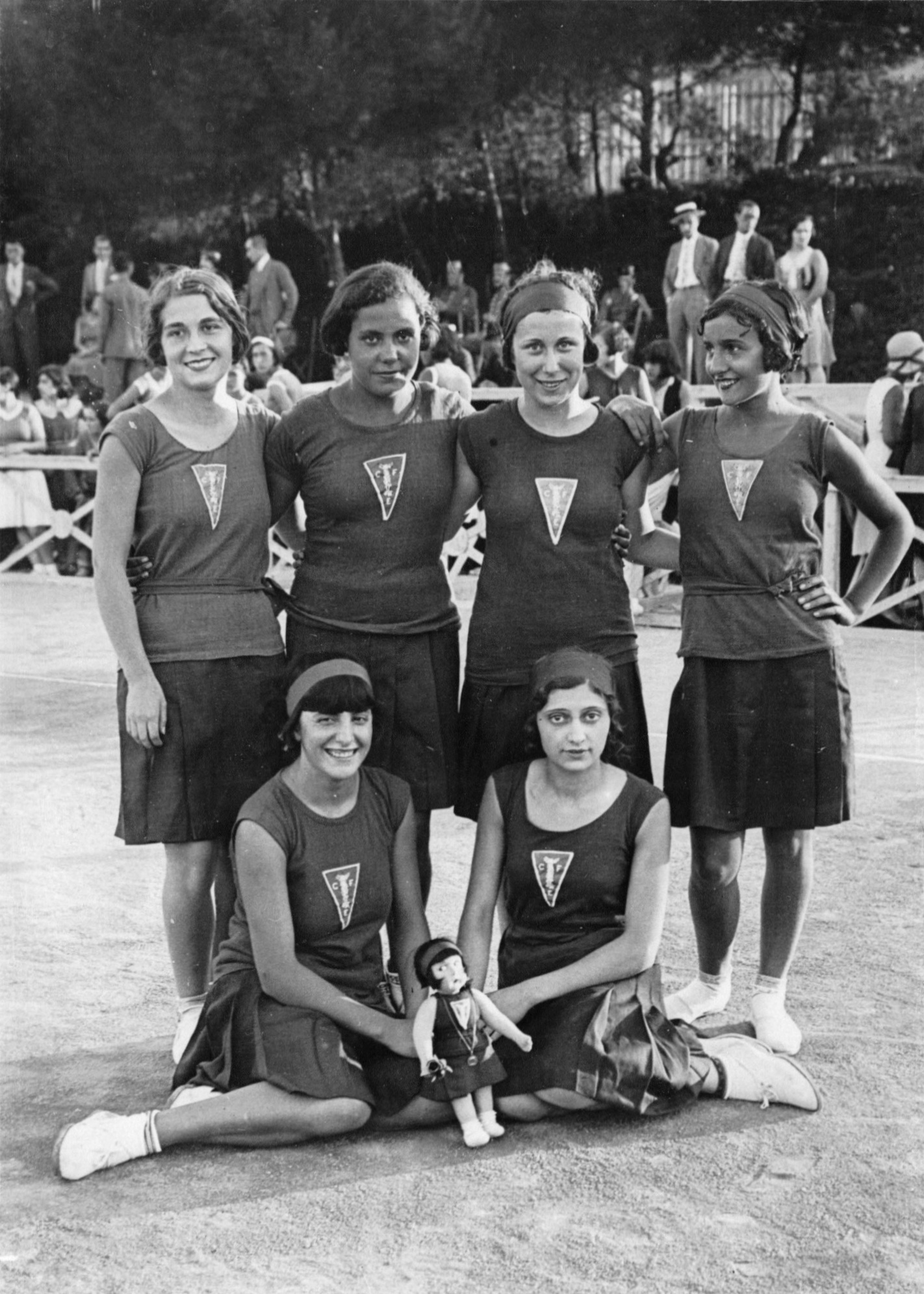
Équipe de basket-ball du Club féminin et sportif de Barcelone en 1930, le club dont elle fut trésorière.

Elle est libérée provisoirement en 1942 et rejoint la France où elle aurait été internée sur le camp d'Argelès. Dès janvier 1943, elle participe à la Résistance française comme agent de liaison sous le nom de code de Paquita Colomer. Elle travaillait alors comme cuisinière au Quartier Général allemand à Carcassonne. Elle est arrêtée par la Gestapo en mai 1944 à Carcassonne, puis internée à Romainville puis déportée dans les camps de concentration nazis, à Sarrebruck et Ravensbrück.
Elle est libérée par les Alliés en avril 1945 et revient au France par l'hôtel Lutetia. En juillet 1945, lors du procès de René Bach, elle témoigne à Carcassonne malgré ses problèmes de santé.
Elle séjourne ensuite dans un sanatorium à Meillon où elle rencontre Medardo Iglesias Martin avec qui elle s'installe à Paris en 1947 où naît leur fils en 1949.
En 1968, elle participe à la création du Parti Communiste de Galice et revient en Espagne en 1975, après la mort du dictateur Franco et vit alors entre Vigo et Barcelone. 
En 1980, elle publie l'ouvrage El carretó dels gossos traitant de son expérience à Ravensbrück.

## Postérité
- Une rue porte son nom en sa mémoire dans la ville de Vigo[8].
- Une plaque commémorative est apposée en son hommage dans le district de Ciutat Vella, par la mairie de Barcelone[9].

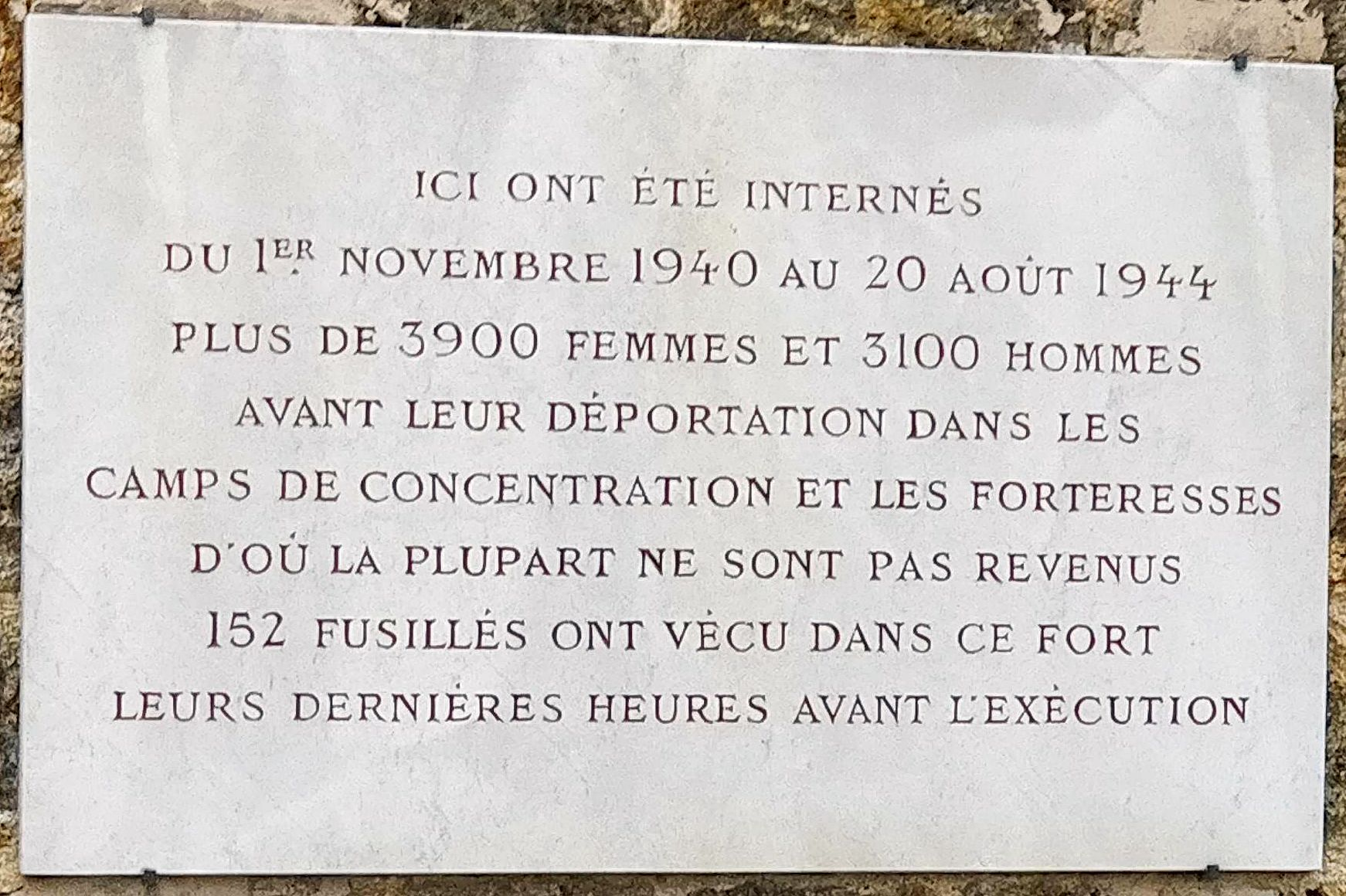
Plaque commémorative en mémoire des déportés au Fort de Romainville.